# (13109) Berzelius
Pour les articles homonymes, voir Berzelius.
(13109) Berzelius est un astéroïde de la ceinture principale.

## Description
(13109) Berzelius est un astéroïde de la ceinture principale. Il fut découvert par Eric Walter Elst le 14 mai 1993 à l'ESO. Il présente une orbite caractérisée par un demi-grand axe de 2,41 UA, une excentricité de 0,18 et une inclinaison de 6,13° par rapport à l'écliptique.
Il fut nommé en hommage au chimiste suédois Jöns Jacob Berzelius (1779-1848).

## Compléments